# Michaela Ferančíková
Michaela Ferančíková roz. Pavlíčková ( * 27. listopadu 1977 v Praze) je česká basketbalová reprezentantka. Hraje na křídle a díky své výšce občas alternuje i na postu pivota. Jako jedna z mála našich hráček si vyzkoušela angažmá v zámořské profesionální lize WNBA. Během své úspěšné kariéry vystřídala několik špičkových evropských týmů. Po návratu ze zahraničí se stala oporou vicemistra ZVVZ USK Praha. V sezónách 2008-2009 a 2010-2011 se s celkem ZVVZ USK Praha stala mistryní republiky. Po sezoně 2009 přerušila aktivní činnost. Po roční mateřské přestávce opět v květnu 2010 podepsala smlouvu s USK Praha, na přelomu září a října 2010 byla členkou českého reprezentačního týmu, který na mistrovství světa vybojoval stříbrné medaile.

## Předchozí angažmá
- SCP Ružomberok
- Fenerbahçe Istanbul
- Dinamo Moskva
- Phoenix Mercury

## Největší úspěchy
- 2. místo ME 2003
- 5. místo OH 2004
- 2. místo MS 2010
- 4. místo Euroliga 2002
- 3. místo Evropský pohár 2004